# Ндебеле
Ндебеле или Матабеле су огранак Зулуа који су побегли од краља Шаке 1823. године, под вођством Мзиликазија који је био генерал у Шакиној војсци. Данас су познатији под именом Ндебеле или амаНдебеле.
Прво су се кретали према западу, где су направили хаос у периоду историје југа Африке који је познат као Мфекане. У почетку су следбеници Мзиликазија бројали око 500 људи. У близини данашњег града Преторије (Pretoria) или Цване (Tshwane) су основали насеље Млаландлела (Mhlahlandlela). Касније су дошли у контакт са Цванама (Tswana), народом чијом заслугом су добили име Матабеле. Табеле долази од „табела“ што значи „отерани“.
Затим су 1834. године кренули према северу, на територију данашњег Зимбабвеа, где су се борили против Шона, да би се на крају населили на територији која се данас назива Матабелеленд. У току миграције, велики број покорених локалних кланова и појединаца се придружио покрету и апсорбован је у Матабеле народ. Они су усвојили језик али су имали нижи социјални статус него чланови првобитних кланова пореклом из Зулу краљевине.
Лобенгула који је дошао на власт 1868. године после смрти Мзиликазија, је владао све до пораза 90-их од Британске јужноафричке Компаније под вођством Сесила Роудса и Лијандера Џејмсона.